# 魏汉冬
魏汉冬（1991年12月26日—，绰号草莓、CaoMei），中华人民共和国湖北武汉人，《英雄联盟》前职业选手，2011年11月成为WE电子竞技俱乐部英雄联盟分部WE.GIGABYTE成员，原为ADC选手，后转型为上单选手，2012年12月3日随队取得IPL5冠军，2014年8月28日宣布退役。退役后转型游戏主播，一开始在熊猫TV直播，后在斗鱼TV直播。

## 早年经历
魏汉冬于1991年12月26日出生于湖北武汉，在上小学一、二年级时开始接触电脑游戏，后来，他又玩《魔兽争霸3：冰封王座》，并梦想着自己能像SKY那样取得冠军。
从初中开始，魏汉冬玩了5年《DOTA》。
后来，他从武汉市第一职业教育中心退学，并在退学后开始玩《英雄联盟》，随后他用了3个月的时间成为中国大陆服务器第一，并凭此接到Team WE的试训邀请，自此开始职业生涯。

## 职业生涯
2011年，在TGC2011英雄联盟城市英雄争霸赛上，Team WE击败EHOME，并取得冠军，随后，Team WE主力队员夜梦书由于个人原因离开队伍。
后来，在IEM6开赛之前，魏汉冬加入Team WE，担任主力AD与IF配合。
2014年8月28日，魏汉冬通过腾讯微博宣布正式退役。